# Munly de Dar He
Albums de Jay Munly
Blurry
(1996) Galvanized Yankee
(1999)
Munly de Dar He est le deuxième album de Jay Munly publié en 1997 et réédité le 18 janvier 2001 chez Smooch Records.

## Titres de l'album
1. Tried and True Against the Law
2. Chutzpa
3. My Erziehung
4. Shoot Her with a Good Hand Gun
5. Seven Warts on Pa's Belly
6. Austria's First Fever
7. Teach Pachyderms to Swim
8. Floating on Huron
9. Country Train
10. Shame
11. Saucy Wench
12. Turk from an Angel